# Sammy Ameobi
Samuel "Sammy" Ameobi, född 1 maj 1992 i Newcastle upon Tyne, är en engelsk fotbollsspelare med nigerianskt ursprung. Han spelar främst som anfallare och vänsterytter. Ameobi har två äldre bröder som är fotbollsspelare: Shola och Tomi.

## Karriär
Den 14 juli 2017 värvades Ameobi av Bolton Wanderers, där han skrev på ett ettårskontrakt. I juni 2018 förlängde Ameobi sitt kontrakt med två år. Den 24 juni 2019 värvades Ameobi av Nottingham Forest, där han skrev på ett ettårskontrakt. I juni 2020 förlängde Ameobi sitt kontrakt i klubben med ett år.
Den 29 juni 2021 värvades Ameobi av Middlesbrough.